# Guyana-Brüllaffe
Der Guyana-Brüllaffe (Alouatta macconnelli) ist eine Primatenart aus der Gattung der Brüllaffen innerhalb der Klammerschwanzaffen (Atelidae). Er galt ehemals als Unterart des Roten Brüllaffen (A. seniculus).

## Merkmale
Guyana-Brüllaffen sind wie alle Brüllaffen stämmig gebaute Primaten. Der lange Schwanz ist als Greifschwanz ausgebildet, er ist an der Unterseite des hinteren Endes unbehaart. Die Gliedmaßen sind lang und kräftig. Das Fell ist rötlichbraun gefärbt, das dunkle Gesicht ist unbehaart. Sowohl Albinismus als auch Melanismus kommt vor. Männchen sind mit 5,2 bis 9 Kilogramm deutlich schwerer als Weibchen, die 4,1 bis 7 Kilogramm erreichen. Die Kopfrumpflänge der Männchen liegt zwischen 51 und 63 cm, die der Weibchen bei 48 bis 57 cm, dazu kommt noch der Greifschwanz, der bei ausgewachsenen Männchen eine Länge von 57 bis 80 cm erreichen kann, während er bei den Weibchen 52 bis 69 cm lang wird.

## Verbreitung

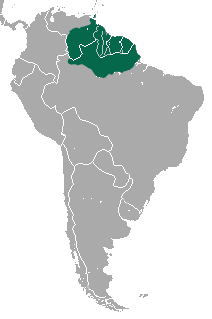
Das Verbreitungsgebiet im nordöstlichen Südamerika

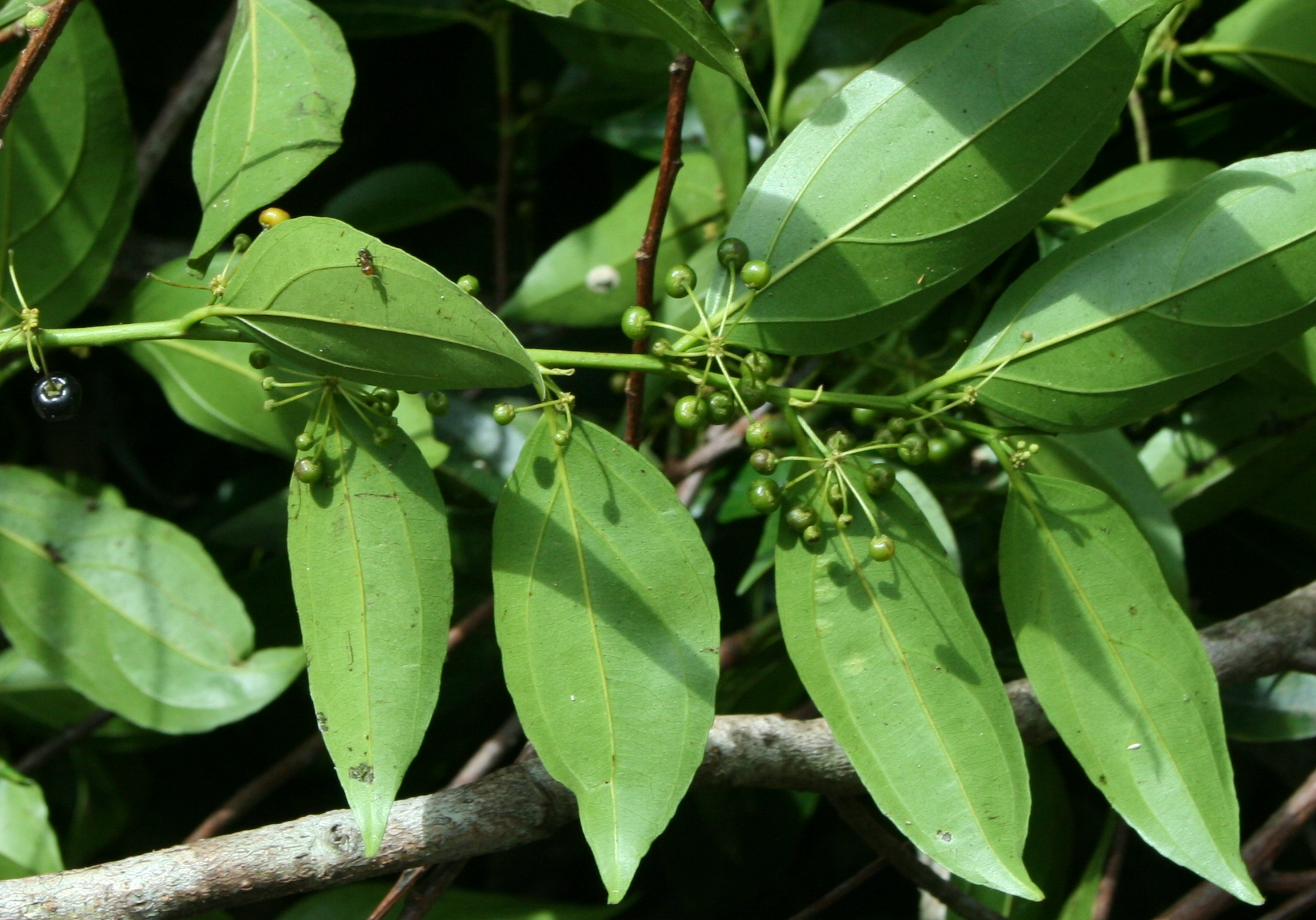
Die Früchte von Goupia glabra werden gerne gefressen

Guyana-Brüllaffen leben im nordöstlichen Südamerika. Ihr Verbreitungsgebiet umfasst den östlich des Orinokos gelegenen Teil Venezuelas, Guyana, Suriname, Französisch-Guayana sowie die nördlich von Rio Negro und Amazonas gelegenen Regionen Brasiliens. Ihr Lebensraum sind Wälder, wobei sie sowohl in Regen- als auch in Trockenwäldern, in mit Pterocarpus und Tabebuia bestandenen Sümpfen, in Lianenbeständen und in Mangroven vorkommen.

## Lebensweise
Sie sind tagaktiv und halten sich meist in den Bäumen auf. Sie leben in kleinen Gruppen aus einem ausgewachsenen Männchen und mehreren Weibchen und ihrem gemeinsamen Nachwuchs. Die Gruppengröße umfasst zwei bis acht Individuen. Meist am frühen Morgen erklingt das für Brüllaffen charakteristische Gebrüll, das andere Tiere auf den Aufenthaltsort der eigenen Gruppe aufmerksam machen soll. Guyana-Brüllaffen sind Pflanzenfresser, die sich von Blättern, Früchten, Blüten, Moosen und Borke ernähren. Als Nahrungsquelle nutzen sie fast 200 Pflanzenarten aus 47 Familien. Wichtig sind vor allem Sapotengewächse und Maulbeergewächse. Blätter machen etwa 50 % ihrer Nahrung aus, es folgen Früchte (> 20 %) und Blüten (> 10 %). Früchte sind vor allem in den Regenzeiten von Februar bis Mai und im Oktober wichtig; rote, orange und gelbe Früchte werden dabei bevorzugt. Blüten werden vor allem im Juli und Dezember verspeist. Mit ihren Ausscheidungen verbreiten die Brüllaffen Samen von mehr als 95 % der Pflanzen, deren Früchte sie fressen.
Die Weibchen bekommen meist ein einzelnes Jungtier nach einer Tragzeit von 186 bis 194 Tagen. Der Abstand zwischen zwei Geburten beträgt im Schnitt 16,6 Monate. Stirbt das erste früh, kann das nächste schon nach 10,5 Monaten zur Welt kommen. Weibchen werden mit einem Alter von 43 bis 54 Monaten geschlechtsreif und bekommen ihr erstes Jungtier im Schnitt mit einem Alter von etwa 60 Monaten.
Zu den Beutegreifern, die Guyana-Brüllaffen erbeuten, gehören Jaguare und Harpyen.
Diese Tiere sind weit verbreitet und häufig, sie zählen laut IUCN nicht zu den bedrohten Arten.